# Rosshavet
75°S 175°V / 75°S 175°V
Rosshavet er er et hav (en stor bugt) fra Sydishavet ind mod det antarktiske kontinent, mellem Victoria Land og Marie Byrd Land (150°V – 170°Ø). Bugten er navngivet efter James Clark Ross, der opdagede området i 1841. Den inderste del af bugten, ud til 73°S, er dækket af en tyk isbræmme (Rossbarrieren).
Roald Amundsen begyndte sin ekspedition mod Sydpoolen i Bay of Whales ved Rossbarrieren i 1911.
Ved en international aftale mellem 26 lande samt EU i 2016 blev et område på mere end 1,5 million km2 givet status som beskyttelsesområde, hvor fiskeri og naturudnyttelse ikke er tilladt. Det er verdens største naturbeskyttelsesområde.